# Rolling with The Stones
Pour les articles homonymes, voir Rolling Stones (homonymie).
Rolling with the Stones est une biographie largement illustrée du groupe de rock britannique The Rolling Stones, écrite par Bill Wyman et Richard Havers, publiée en Grande-Bretagne, aux éditions Dorling Kindersley, en 2002 et au Canada, aux éditions Quebecor Media, en 2003. L'édition française, reliée et publiée par EPA en 2003, conserve le titre anglais, mais avec comme sous-titre la saga d'un groupe mythique en 3 000 photos, sur 512 pages.
Tiré des archives personnelles de Bill Wyman, le livre constitue la première biographie du groupe vu de l'intérieur.

## Chapitres
1. Avant-propos
2. Naissance d'un groupe (Octobre 1936 - Décembre 1962)
3. Nous sommes les Rolling Stones (Janvier 1963 - Septembre 1963)
4. Touristes pop (Septembre 1963 - Juin 1964)
5. L'appel de l'Amérique (Juin 1964)
6. À la conquête du monde (Juin 1964 - Mars 1965)
7. Un groupe itinérant (Mars 1965 - Décembre 1965)
8. 1966, etc. (Janvier 1966 - Décembre 1966)
9. Mauvaise descente (Janvier 1967 - Juillet 1967)
10. Oh ! quel cirque ! (Août 1967 - Décembre 1968)
11. Le ciel pleure (Janvier 1969 - Décembre 1969)
12. Au revoir et bonjour (Décembre 1969 - Novembre 1972)
13. La folie des tournées (Novembre 1972 - Juin 1979)
14. Ils roulent toujours (Juin 1979 - Pour l'éternité)
15. Index

## Sources
1. ↑  « Notice bibliographique au catalogue général », sur catalogue.bnf.fr (consulté le 19 septembre 2016)  (ISBN 2-851205-93-5)